# Mordechaj Hillel Kroshnitz
Mordechaj Hillel Kroshnitz (ur. 6 stycznia 1915 w Baranowiczach, zm. 18 maja 1998 w  Naharijja, Izrael) – polski i izraelski dziennikarz, pisarz tworzący w jidysz, działacz izraelskiej Partii Pracy.

## Życiorys
Otrzymał tradycyjne żydowskie wykształcenie, od młodości działał w młodzieżowej socjalistycznej organizacji syjonistycznej „Frejchejt”. Od 17 roku życia pracował w radzie powiatu w Wilnie, po wstąpieniu do organizacji kibucowej „Szachrit” poznał Minę-Tamar, którą poślubił w 1936. Po wybuchu II wojny światowej przeniósł się do Lubcza, a następnie wyruszył w głąb ZSRR, aż dotarł do Samarkandy w Uzbekistanie. Został wcielony do Armii Czerwonej w szeregach której walczył m.in. pod Lenino, gdzie został ranny. Pod koniec wojny powrócił na Lubelszczyznę, skąd po zakończeniu działań wojennych został skierowany na Górny Śląsk, gdzie miał za zadanie stworzyć organizację syjonistyczną. Powstała w Bytomiu organizacja kibucowa, która skupiała tzw. Szerit ha-Pleta. Został przewodniczącym ruchu skupiającego Żydów, którzy przeżyli Holokaust, był delegatem i mówcą na kongresach organizowanych przez ocalałych min. na zorganizowanym w 1948 Światowym Kongresie Żydów w Szwajcarii, był też współorganizatorem nielegalnej emigracji żydowskiej do Mandatu Palestyny. W 1949 razem z rodziną wyjechał do powstającego Izraela, gdzie został wolontariuszem w Siłach Obrony Izraela. Następnie zamieszkał w Hajfie, gdzie pracował do emerytury w biurze związków zawodowych. Pozostał czynny zawodowo, do śmierci pełnił w robotniczych związkach zawodowych funkcję doradcy prawnego.

## Twórczość
Przez całe dorosłe życie tworzył w jidysz, była to zarówno literatura jak i publicystyka. Jego felietony regularnie publikowano na łamach „Der Morgen”, redagował i wydawał książki i czasopisma np. „Bafrayung” – czasopismo dla Żydów pochodzących z Niemiec o literaturze i sztuce. Wydał jako K. Hilel „Księgę pamięci Krasnobrodu” i „Księgę pamięci Lubcz i Delatycz”. Należał do grupy założycieli sekcji tworzących w jidysz przy Hebrajskim Stowarzyszeniu Pisarzy w Izraelu. Jego dorobek obejmuje cztery książki w jidysz, za które otrzymał nagrody literackie i państwowe.